# Río Aguán
Río Aguán är ett vattendrag i Honduras. Det ligger i den nordöstra delen av landet, 260 km nordost om huvudstaden Tegucigalpa.